# زیردریایی یو-۵۳۲
زیردریایی یو-۵۳۲ (به انگلیسی: German submarine U-532) یک زیردریایی است که طول آن ۷۶٫۷۶ متر (۲۵۱ فوت ۱۰ اینچ) و ارتفاع آن ۹٫۶ متر (۳۱ فوت ۶ اینچ) می‌باشد. این زیردریایی در سال ۱۹۴۲ ساخته شد.